# Colubrinae
Colubrinae (Oppel, 1811) è una sottofamiglia di serpenti appartenenti alla famiglia Colubridae.

## Tassonomia
Comprende 706 specie suddivise nei seguenti generi:
- Aeluroglena Boulenger, 1898
- Ahaetulla Link, 1807
- Aprosdoketophis Wallach, Lanza & Nistri, 2010
- Archelaphe Schulz, Böhme & Tillack, 2011
- Argyrogena Werner, 1924
- Arizona Kennicott, 1859
- Bamanophis Schätti & Trape, 2008
- Bogertophis Dowling & Price, 1988
- Boiga Fitzinger, 1826
- Cemophora Cope, 1860
- Chapinophis Campbell & Smith, 1998
- Chilomeniscus Cope, 1860
- Chionactis Cope, 1860
- Chironius Fitzinger, 1826
- Chrysopelea Boie, 1827
- Coelognathus Fitzinger, 1843
- Coluber Linnaeus, 1758
- Colubroelaps Orlov, Kharin, Ananjeva, Thien Tao & Quang Truong, 2009
- Conopsis Günther, 1858
- Coronella Laurenti, 1768
- Crotaphopeltis Fitzinger, 1843
- Cyclophiops Boulenger, 1888
- Dasypeltis Wagler, 1830
- Dendrelaphis Boulenger, 1890
- Dendrophidion Fitzinger, 1843
- Dipsadoboa Günther, 1858
- Dispholidus Fitzsimons & Brain, 1958
- Dolichophis Gistel, 1868
- Drymarchon Fitzinger, 1843
- Drymobius Fitzinger, 1843
- Drymoluber Amaral, 1929
- Dryocalamus Günther, 1858
- Dryophiops Boulenger, 1896
- Eirenis Jan, 1862
- Elachistodon Reinhardt, 1863
- Elaphe Fitzinger, 1833
- Euprepiophis Fitzinger, 1843
- Ficimia Gray, 1849
- Geagras Cope, 1876
- Gonyophis Boulenger, 1891
- Gonyosoma Wagler, 1828
- Gyalopion Cope, 1860
- Hapsidophrys Fischer, 1856
- Hemerophis Schätti & Utiger, 2001
- Hemorrhois Boie, 1826
- Hierophis Fitzinger, 1843
- Lampropeltis Fitzinger, 1843
- Leptodrymus Amaral, 1927
- Leptophis Bell, 1825
- Limnophis Günther, 1865
- Liopeltis Fitzinger, 1843
- Lycodon Fitzinger, 1826
- Lytorhynchus Peters, 1862
- Macroprotodon Guichenot, 1850
- Mastigodryas Amaral, 1935
- Meizodon Fischer, 1856
- Oligodon Fitzinger, 1826
- Oocatochus Helfenberger, 2001
- Opheodrys Fitzinger, 1843
- Oreocryptophis Utiger, Schätti & Helfenberger, 2005
- Orthriophis Utiger, Helfenberger, Schätti, Schmidt, Ruf & Ziswiler, 2002
- Oxybelis Wagler, 1830
- Pantherophis Fitzinger, 1843
- Philothamnus Smith, 1840
- Phyllorhynchus Stejneger, 1890
- Pituophis Holbrook, 1842
- Platyceps Blyth, 1860
- Pliocercus Cope, 1860
- Pseudelaphe Mertens & Rosenberg, 1943
- Pseudoficimia Bocourt, 1883
- Pseustes Fitzinger, 1843
- Ptyas Fitzinger, 1843
- Rhadinophis Vogt, 1922
- Rhamnophis Günther, 1862
- Rhinechis Fitzinger, 1843
- Rhinobothryum Wagler, 1830
- Rhinocheilus Baird & Girard, 1853
- Rhynchocalamus Günther, 1864
- Rhynchophis Mocquard, 1897
- Salvadora Baird & Girard, 1853
- Scaphiophis Peters, 1870
- Scolecophis Fitzinger, 1843
- Senticolis Campbell & Howell, 1965
- Simophis Peters, 1860
- Sonora Baird & Girard, 1843
- Spalerosophis Jan, 1865
- Spilotes Wagler, 1830
- Stegonotus Duméril, Bibron & Duméril, 1854
- Stenorrhina Duméril, 1853
- Symphimus Cope, 1869
- Sympholis Cope, 1861
- Tantilla Baird & Girard, 1853
- Tantillita Smith, 1941
- Telescopus Wagler, 1830
- Thelotornis Smith, 1849
- Thrasops Hallowell, 1857
- Toxicodryas Hallowell, 1857
- Trimorphodon Cope, 1861
- Xenelaphis Günther, 1864
- Xyelodontophis Broadley & Wallach, 2002
- Zamenis Wagler, 1830